# Dioscorea aguilarii
Dioscorea aguilarii là một loài thực vật có hoa trong họ Dioscoreaceae. Loài này được Standl. & Steyerm. mô tả khoa học đầu tiên năm 1940.